# Río Kicking Horse
El río Kicking Horse se encuentra en las Montañas Rocosas canadienses, en el sureste de la Columbia Británica (Canadá). El río recibió su nombre en 1858, cuando James Hector, miembro de la expedición Palliser, informó de que su caballo de carga le había dado una patada mientras exploraba el río. Hector bautizó el río y el paso asociado como resultado del incidente. El paso de Kicking Horse, que conecta a través de las Rocosas con el valle del río Bow, fue la ruta a través de las montañas que posteriormente tomó el ferrocarril Canadian Pacific cuando se construyó durante la década de 1880. La Gran Colina del ferrocarril y los túneles en espiral asociados se encuentran en el valle de Kicking Horse y fueron necesarios por la fuerte velocidad de descenso del río y su valle.
El puente peatonal Kicking Horse de Golden es el puente cubierto de madera más largo de Canadá. Planificado como un proyecto comunitario por el Timber Framers Guild, a los voluntarios locales se unieron carpinteros y constructores de madera de Canadá, Estados Unidos y Europa. La estructura del puente tiene 46 metros de largo, con una estructura de arco de Burr de 95.000 kg. El puente se terminó en septiembre de 2001.
La autopista Trans-Canada atraviesa el río en varios puntos desde el parque nacional Yoho hasta Golden, Columbia Británica. El río está atravesado por el nuevo Park Bridge. Kicking Horse Mountain Resort, llamado así por el río y el paso, no se encuentra en las Montañas Rocosas canadienses sino al otro lado de la Fosa de las Montañas Rocosas en la Cordillera Diente de Perro de las Montañas Purcell, al otro lado de la ciudad de Golden.

## Curso

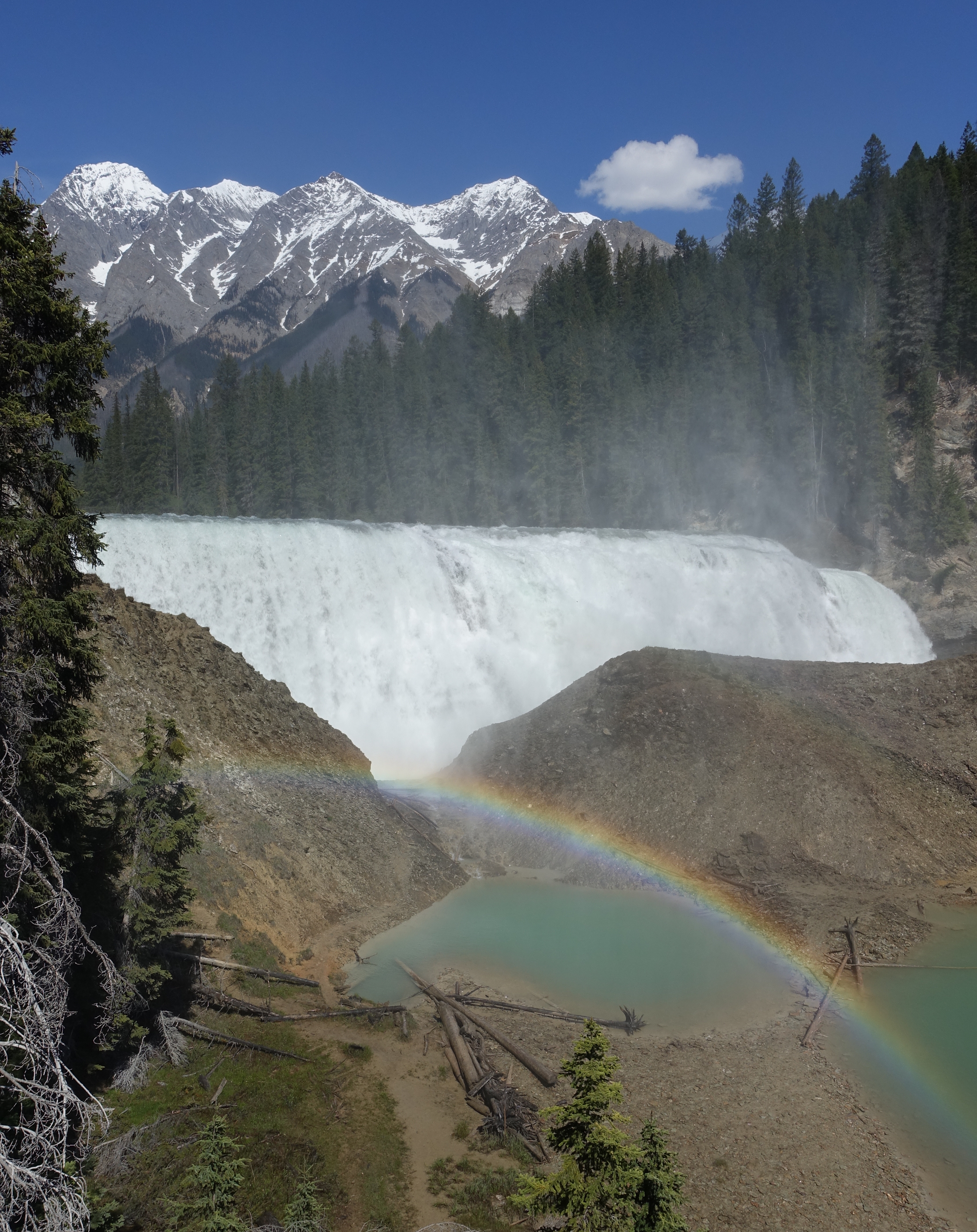
Cataratas Wapta en el río Kicking Horse

El río Kicking Horse nace en la salida del pequeño lago Wapta y fluye hacia el suroeste. Recibe el río Yoho aguas arriba de Field. El río sigue fluyendo hacia el suroeste hasta después de caer sobre las cataratas Wapta, cuando toma un giro casi en horquilla y fluye hacia el noroeste para desembocar en el río Columbia en Golden.

## Cascadas
El río tiene tres cascadas en su tramo. La primera es la cascada  Kicking Horse, una larga cascada de talud que se produce justo debajo del primer cruce de carretera del río por debajo del lago Wapta. La segunda es la cascada Natural Bridge, cerca de Field. La última y más grande es la cascada Wapta, de 30 m de altura, una de las mayores cascadas de Canadá tanto en volumen como en anchura. Tienen más de 150 m de ancho.

## Afluentes principales
- Arroyo Sherbrooke
- Río Yoho
- Río Emerald
- Río Amiskwi
- Río Otterhead
- Río Ottertail
- Arroyo Porcupine
- Río Beaverfoot
- Arroyo Glenogle